# Pop metal
Pop metal (soms verward met of door elkaar gebruikt met glam metal) is een overkoepelende term voor commerciële heavy metal- en hardrockstijlen met prominente popmuziekelementen zoals pakkende hooks en anthemische refreinen. Het werd populair in de jaren tachtig onder acts als Bon Jovi, Europe, Def Leppard, Mötley Crüe en Ratt.
De term wordt ook toegepast op sommige bands en artiesten die sinds de jaren negentig zijn gevormd en die aspecten van pop en heavy metal in hun geluid mengen.

## Kenmerken
Pop metal is een variant van heavy metal die de nadruk legt op pakkende pop-beïnvloede hooks en gitaarriffs. Het werd beïnvloed door de anthemische refreinen van arenarock. Hoewel popmetalopnamen vaak luid waren, hadden ze ook een "gladde", radiovriendelijke productieglans. Bands uit de metalscene in Los Angeles leenden ook visuele elementen uit de glamrock uit de jaren 70, wat leidde tot de glammetalvariant van eind jaren 80.
De alternatieve term "metalpop" werd in 1983 bedacht door criticus Philip Bashe om bands als Van Halen en Def Leppard te beschrijven. In de "definitieve metalstamboom" van zijn documentaire Metal: A Headbanger's Journey, maakt antropoloog Sam Dunn onderscheid tussen pop metal, waaronder bands als Def Leppard, Europe en Whitesnake, van glamoureuze metalbands zoals Mötley Crüe en Poison.

## Geschiedenis
De aanstekelijke hardrock van Kiss en Van Halen in de jaren zeventig hielp het genre voortbrengen, samen met acts als Thin Lizzy en AC/DC. Het debuutalbum van Van Halen uit 1978 betekende een keerpunt in de stijl, waardoor dat "flitsender, creatiever en energieker dan ooit tevoren" klonk. De eerste golf van pop metal, die niet zo pop-georiënteerd was als latere ontwikkelingen, omvatte bands als Mötley Crüe, Quiet Riot, Dokken, Ratt en Twisted Sister.
Meer melodieuze acts als Def Leppard en Bon Jovi zagen verder succes in de jaren tachtig met albums als Pyromania (1983) en Slippery When Wet (1986), terwijl de hair metal-variant dominant werd. De populariteit van het genre bereikte zijn hoogtepunt tussen 1982 en 1991. De komst van grunge in 1991 zorgde ervoor dat het publiek grotendeels afkeerde van pop metal.
Ondanks de afnemende populariteit wordt de term 'pop metal' soms ook toegepast op een aantal rock- en heavy metalbands en artiesten die gewoonlijk niet met glam metal worden geassocieerd, en die sinds de jaren negentig zijn gevormd, waaronder Amaranthe, Andrew W.K., Architects, Bring Me the Horizon, Coheed and Cambria, Dead by April, Evanescence, Halestorm, Ghost, In Flames, In This Moment, Issues, Lacuna Coil, Poppy, Shinedown, the Pretty Reckless, We Are the Fallen, and Weezer.